# NGC 5532
NGC 5532 في الفهرس العام الجديد، هي مجرة، تقع في كوكبة العواء. اكتشفت في 15 مارس 1784 بواسطة ويليام هيرشل.

## روابط خارجية
- NGC 5532 على موقع ويكي سكاي: DSS2, SDSS, GALEX, IRAS, Hydrogen α, X-Ray, Astrophoto, Sky Map, Articles and images